# GS Возничего
GS Возничего (лат. GS Aurigae) — одиночная переменная звезда в созвездии Возничего на расстоянии (вычисленном из значения параллакса) приблизительно 3576 световых лет (около 1096 парсеков) от Солнца. Видимая звёздная величина звезды — от +14m до +11,8m.

## Характеристики
GS Возничего — красная пульсирующая медленная неправильная переменная звезда (LB) спектрального класса M6. Эффективная температура — около 3284 К.